# Nitruro di calcio
Il nitruro di calcio è un composto inorganico del calcio con formula chimica Ca3N2. Esiste in varie forme isomorfe: l'α-nitruro di calcio è il più comunemente riscontrato.

## Struttura
L'α-nitruro di calcio adotta una struttura anti-bixbyite, simile a quella del triossido di dimanganese (Mn2O3), tranne per il fatto che le posizioni degli ioni sono invertite: il calcio (Ca2+) assume le posizioni dell'ossido (O2−) e gli ioni nitruro (N3−) quelle dello ione manganese (Mn3+). In questa struttura, Ca2+ occupa siti tetraedrici e i centri di nitruro occupano due diversi tipi di siti ottaedrici.
Il nitruro di calcio possiede struttura cubica con gruppo spaziale Ia3 (gruppo n°206) e simbolo di Pearson cI80.

## Sintesi e reazioni
Il nitruro di calcio si forma insieme al suo ossido (CaO) quando il calcio brucia nell'aria. Può essere prodotto dalla reazione diretta degli elementi:
{\displaystyle {\ce {3Ca\ +\ N2->Ca3N2}}}
Reagisce con l'acqua o anche con l'umidità dell'aria per dare ammoniaca e idrossido di calcio:
{\displaystyle {\ce {Ca3N2 \ + \ 6H2O -> 3Ca(OH)2 \ + \ 2NH3}}}
Come l'ossido di sodio, il nitruro di calcio assorbe l'idrogeno sopra i 350 °C:
{\displaystyle {\ce {Ca3N2\ +\ 2H2->2CaNH\ +\ CaH2}}}